# Avačinská sopka
Avačinská sopka (rusky Авачинская сопка, známá také jako Avača, Avačská sopka nebo vulkán Avačinskij) je aktivní stratovulkán, který se nachází severně od přístavního města Petropavlovsk-Kamčatskij na jihovýchodě poloostrova Kamčatka. V současné době je nečinná, k poslední erupci došlo v roce 2001. Společně s Korjackou sopkou tvoří dominantu panoramatu tohoto města a zároveň je s ní zapsána do seznamu Decade Volcanoes.

## Geologický vývoj
Kamčatka leží na kraji tzv. Pacifického ohnivého kruhu, zlomové linie vícero tektonických desek, obklopující v délce 40 tisíc kilometrů téměř celý Tichý oceán. Na Kamčatce se pacifická deska noří pod lehčí eurasijskou rychlostí 80 mm za rok. Tím zde v zemské kůře dochází k obrovskému napětí a to se uvolňuje tektonickou činností v podobě zemětřesení. Subdukující pacifická deska dále klesá a zhruba ve hloubce 65–130 km dochází k jejímu tavení, čímž se z ní uvolňují plyny a vodní pára. Vzniklé magma, obohacené těmito plyny poté díky své nižší hustotě stoupá k povrchu, kde tvoří a pohání řetězce sopek. V důsledku přítomnosti plynné složky se sopečná činnost často projevuje explozivními, někdy i velmi mohutnými erupcemi.
Avačinská sopka se rozkládá na zbytcích staršího vulkánu vysokého až 4 500 m, který byl před 30 tisíci lety zničen mohutnou erupcí. Jejím pozůstatkem je kaldera nad níž leží současná stavba vulkánu a mohutný depozit andezitových pyroklastik, které zabírají plochu více než 500 km².
Pozůstatkem pozdějších erupcí asi před 10 tisíci lety jsou depozity pyroklastických proudů a pemzy převážně andezitového původu s nízkým obsahem draslíku. Další fáze sopečné aktivity proběhla před 5 500 lety, petrologicky zde nastal posun k bazaltovým horninám. Pozůstatkem této fáze jsou vrstvy bazalto-andezitové tefry, které se nacházejí ve vzdálenosti až 300 km od vulkánu.

## Sopečná aktivita
Současné erupce je možné klasifikovat jako středně silné, spojené s vytvářením pyroklastických proudů, laharů, pemzy, sopečného popela a strusky a menším výskytem lávových proudů. Od počátku 18. století bylo zaznamenáno asi 18 erupcí. Významnější erupce byla v letech 1923 až 1927, kdy objem vyvrhnuté lávy dosáhl 3,5 mil. m³ a objem tefry 180 mil. m³.